# Faktorijel
| n  | n!                |
| -- | ----------------- |
| 0  | 1                 |
| 1  | 1                 |
| 2  | 2                 |
| 3  | 6                 |
| 4  | 24                |
| 5  | 120               |
| 6  | 720               |
| 7  | 5 040             |
| 8  | 40 320            |
| 9  | 362 880           |
| 10 | 3 628 800         |
| 11 | 39 916 800        |
| 12 | 479 001 600       |
| 13 | 6 227 020 800     |
| 14 | 87 178 291 200    |
| 15 | 1 307 674 368 000 |

U matematici, faktorijel ili faktorijela prirodnog broja n je umnožak svih prirodnih brojeva manjih ili jednakih n.
Faktorijeli se koriste u kombinatorici, algebri te matematičkoj analizi.
Notaciju n! uveo je Christian Kramp 1808.

## Definicija
Definicija faktorijela za prirodne brojeve:
{\displaystyle n!=1\cdot 2\cdot \ldots \cdot n=\prod _{i=1}^{n}i}
Dodatno je definirano:
{\displaystyle 0!=1}.

## Primjeri
{\displaystyle 1!=1}
{\displaystyle 2!=1\cdot 2=2}
{\displaystyle 5!=1\cdot 2\cdot 3\cdot 4\cdot 5=120}
{\displaystyle 80!=1\cdot 2\cdot 3\cdot \ldots \cdot 79\cdot 80\approx 7.1569457\cdot 10^{118}}

## Osnovna svojstva
Za faktorijele vrijedi rekurzivna relacija:
{\displaystyle n!=n\cdot (n-1)!\qquad ,n\geq 1}.
Faktorijeli brojeva većih od 1 su uvijek parni brojevi jer svaki broj pomnožen brojem 2, tj. bilo kojim parnim brojem, je paran broj.

## Približno računanje faktorijela
Faktorijel relativno brzo raste što može predstavljati praktično ograničenje kod njegovog računanja. Na primjer, faktorijel broja 70 prelazi sto znamenki. Stoga je korisno za velike n koristiti takozvanu Stirlingovu formulu za približno izračunavanje faktorijela:
{\displaystyle n!\sim {\sqrt {2\pi n}}\left({\frac {n}{e}}\right)^{n}}

## Viši faktorijeli
Viši faktorijeli se označavaju ponavljanjem znaka '!', gdje broj ponavljanja označava redni broj višeg faktorijela.
{\displaystyle n!...!=n\cdot (n-m)!...!}   gdje je m redni broj višeg faktorijela.
{\displaystyle z!...!=1} {\displaystyle z<=1}

## Dvostruki faktorijel
Izraz {\displaystyle n!!} označava dvostruki faktorijel i odnosi se na faktorijel parnih i neparnih brojeva.
Definiraju se na ovaj način:
{\displaystyle n!!=\left\{{\begin{matrix}1,\qquad \quad \ &&{\mbox{za }}n=0{\mbox{ ili }}n=1;\\n(n-2)!!&&{\mbox{za }}n\geq 2.\qquad \qquad \end{matrix}}\right.}
Primjerice:
- {\displaystyle 6!!=2\cdot 4\cdot 6=48}

ili pak
- {\displaystyle 7!!=1\cdot 3\cdot 5\cdot 7=105}.

## Primorijel
Ako imamo prirodni broj {\displaystyle n>2} tada je {\displaystyle n\#} umnožak prostih brojeva koji ne premašuju {\displaystyle n}. Izraz {\displaystyle n\#} naziva se n primorijela.
Preciznije,
{\displaystyle n\#={\begin{cases}1&{\text{ako}}\ {\text{je}}\ n=0,\ 1\\(n-1)\#\times n&{\text{ako}}\ {\text{je}}\ n\ {\text{prost}}\\(n-1)\#&{\text{ako}}\ n\ {\text{nije}}\ {\text{prost}}.\end{cases}}}
Primijetimo da ćemo se, ako je {\displaystyle n} složen, pri računanju spuštati dok ne dođemo do prvog prostog broja. Zatim ćemo taj prosti broj zapisati u umnošku i opet se dalje spuštati do prvog manjeg prostog broja, pa zatim množimo onaj veći prosti broj s idućim manjim, i opet se spuštamo, itd. Time ćemo u konačnici zaista dobiti umnožak prostih brojeva manjih od {\displaystyle n}.
Evo kako bi tekao račun za {\displaystyle 9\#}.
Dakle, {\displaystyle 9\#=8\#=7\#} i sada računamo {\displaystyle 7\cdot 6\#=7\cdot 5\#=7\cdot 5\cdot 4\#} i tako dalje sve do {\displaystyle 7\cdot 5\cdot 3\cdot 2\cdot 1\#}. Kako je po definiciji {\displaystyle 1\#=1} slijedi {\displaystyle 9\#=210}.

## Lijevi faktorijel
Hrvatski matematičar Svetozar Kurepa (1907. – 1993.) objavio je 1971. godine definiciju lijevog faktorijela: {\displaystyle !n=0!+1!+...+(n-1)!} te postavio hipotezu, koja je i dalje otvorena, da je najveći zajednički djelitelj od {\displaystyle !n} i {\displaystyle n!} za sve {\displaystyle n\geq 2} broj 2.